# MUSCULAR
MUSCULAR (DS-200B), ubicado en Reino Unido, es el nombre de un programa de vigilancia conjuntamente utilizado por Cuartel General de Comunicaciones del Gobierno británico (GCHQ) y la Agencia de Seguridad Nacional (NSA) de Estados Unidos que salió a la luz en los documentos que fueron revelados por Edward Snowden y en entrevistas de militares reconocidos. GCHQ es el principal usuario del programa. GCHQ y la NSA han irrumpido secretamente en los principales enlaces de comunicación que unen los centros de datos de Yahoo! y Google. Información substancial sobre el programa se hizo pública a finales de octubre del 2013. 

## Resumen
El programa lo ejecutan conjuntamente:
- – El Cuartel General de Comunicaciones del Gobierno (GCHQ) (Reino Unido)
- – Agencia de Seguridad Nacional (NSA) (Estados Unidos)

MUSCULAR es uno de los al menos cuatro programas similares que dependen de una segunda parte de confianza, programas que juntos son conocidos como WINDSTOP. En un período de 30 días comprendido entre diciembre del 2012 y enero del 2013, MUSCULAR fue responsable de recopilar 181 millones de registros. Sin embargo, esto fue superado por otro programa WINDSTOP conocido solo por su código DS-300 y nombre en código INCENSER, que recolectó unos 14 mil millones de registros en el mismo periodo de tiempo.

## Detalles operativos
Conforme a los documentos filtrados, la junta directiva de adquisiciones de la NSA envía millones de registros cada día desde los intervalos que van desde las redes de Yahoo! o Google a los almacenes de datos de los cuarteles generales de la agencia en Fort Meade, Maryland. El programa opera a través de un punto de acceso conocido como DS-200B, que está fuera del territorio de Estados Unidos y que confía en un operador de telecomunicaciones no nombrado para proveer acceso secreto para la NSA y el GCHQ.

Conforme al periódico The Washington Post, el programa MUSCULAR recoge más del doble de puntos de datos (“selectors” en jerga de la NSA) comparado con el reconocido PRISM. A diferencia de PRISM, el programa MUSCULAR no requiere autorización judicial de ningún tipo.
Debido a la gran cantidad de datos involucrados, MUSCULAR ha supuesto un desafío especial para la división de Operaciones de origen especial (Special Source Operations) de la NSA. Por ejemplo, cuando Yahoo! decide migrar una gran cantidad de buzones de correo entre sus centros de procesamiento de datos, la base de datos PINWALE de la NSA (que es su principal base de datos analítica para Internet) se satura rápidamente con los datos provenientes de MUSCULAR.
Dos programas estrechamente relacionados son INCENSER and TURMOIL. TURMOIL, perteneciente a la NSA, es un sistema para procesar la información recogida por MUSCULAR.
Conforme a una nota estilo post-it de la presentación, la explotación confía en el hecho de que (al menos en aquel momento) la información se transmitía sin encriptar dentro de la nube privada de Google, con sus servidores de front end desmontando y añadiendo de nuevo el protocolo SSL desde/a conexiones externas. De acuerdo a The Washington Post: "Dos ingenieros con lazos cercanos a Google empezaron a blasfemar en cuanto vieron el dibujo." Después de que la información a cerca de MUSCULAR fuera publicada por la prensa, Google anunció que estaba trabajando en desplegar comunicación encriptada entre sus centros de datos.

## Reacciones y contramedidas
A principios de noviembre del 2013, Google anunció que estaba encriptando el tráfico entre sus centros de procesamiento de datos. A mediados de noviembre, Yahoo! anunció tener planes similares.
En diciembre del 2013, Microsoft anunció planes similares y usó la expresión "amenaza persistente avanzada" en su nota de prensa (firmada por su mayor representante legal), cosa que la prensa inmediatamente interpretó como una comparación de la NSA con los hackers financiados por el gobierno chino.

## Galería

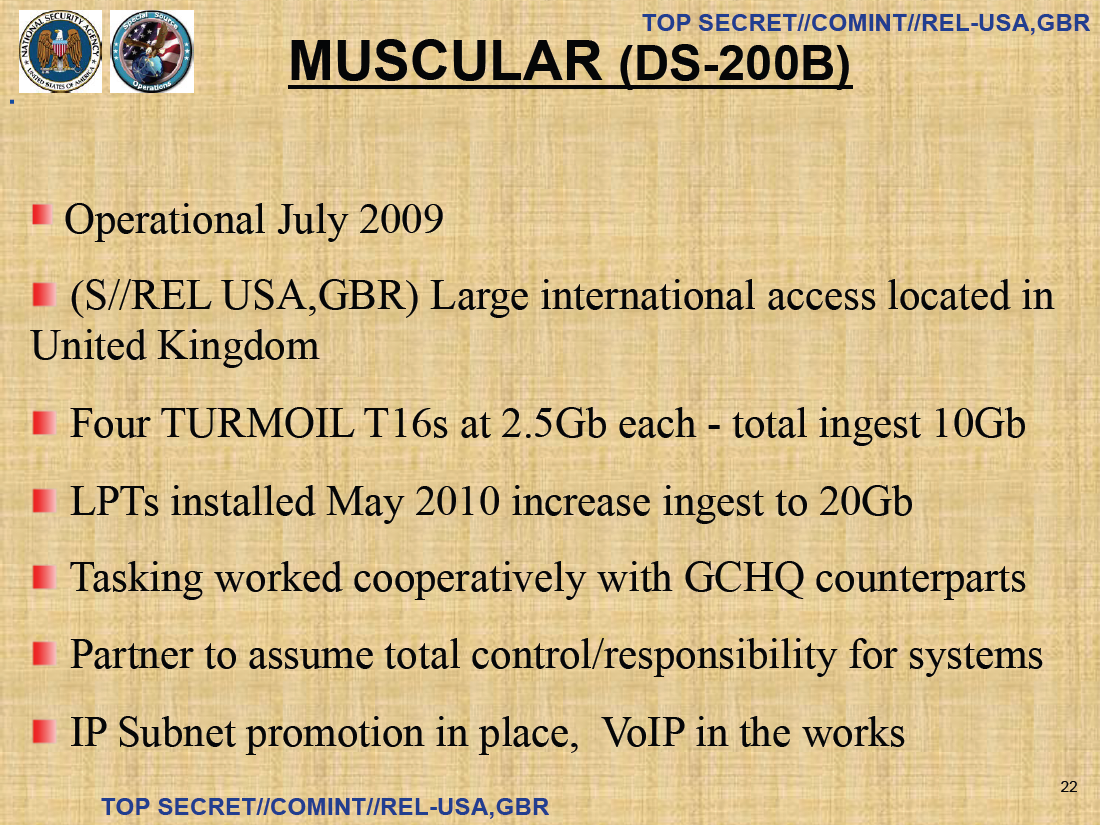
Diapositiva de la presentación de la NSA detallando las capacidades de MUSCULAR
- Actualización interna del sistema operativo de la NSA dentro de la operación MUSCULAR, mencionando problemas con las tranferencias de los buzones de Yahoo.